# Myōkō (lớp tàu tuần dương)
Lớp tàu tuần dương Myōkō (tiếng Nhật: 妙高型巡洋艦 - Myōkō-gata junyōkan) là một lớp tàu tuần dương hạng nặng bao gồm bốn chiếc của Hải quân Đế quốc Nhật Bản, được chế tạo vào cuối những năm 1920. Chúng được sử dụng rộng rãi trong Chiến tranh Thế giới thứ hai, và ba chiếc trong số chúng đã bị mất vào lúc chiến tranh kết thúc.

## Thiết kế
Những chiếc trong lớp có trọng lượng rẽ nước 13.300 tấn, dài 201 m (661 ft) và có khả năng đạt được tốc độ tối đa 67 km/h (36 knot). Chúng mang được hai máy bay, và vũ khí chính bao gồm mười khẩu pháo 203 mm (8 in) bố trí trên năm tháp pháo đôi. Vào lúc chúng được chế tạo, đây là dàn pháo chính mạnh nhất từng được trang bị cho bất kỳ lớp tàu tuần dương nào trên thế giới.

## Những chiếc trong lớp
| Tàu             | Đặt lườn             | Hạ thủy             | Hoạt động            | Số phận                                                              |
| Myōkō (妙高)    | 25 tháng 10 năm 1924 | 16 tháng 4 năm 1927 | 31 tháng 7 năm 1929  | Đánh đắm tại eo biển Malacca ngày 8 tháng 6 năm 1946                 |
| Nachi (那智)    | 26 tháng 11 năm 1924 | 15 tháng 6 năm 1927 | 28 tháng 11 năm 1928 | Bị đánh chìm tại vịnh Manila ngày 5 tháng 11 năm 1944                |
| Haguro (羽黒)   | 16 tháng 3 năm 1925  | 24 tháng 3 năm 1928 | 25 tháng 4 năm 1929  | Bị đánh chìm tại eo biển Malacca ngày 16 tháng 6 năm 1945            |
| Ashigara (足柄) | 11 tháng 4 năm 1924  | 22 tháng 4 năm 1928 | 20 tháng 8 năm 1929  | Bị đánh chìm ngoài khơi Đông Ấn thuộc Hà Lan ngày 8 tháng 6 năm 1945 |